# 17032 Edlu
17032 Edlu è un asteroide della fascia principale. Scoperto nel 1999, presenta un'orbita caratterizzata da un semiasse maggiore pari a 2,7834030 UA e da un'eccentricità di 0,2327222, inclinata di 2,33007° rispetto all'eclittica.